# Kirby and the Rainbow Curse
Kirby and the Rainbow Curse, conhecido no Japão como Touch! Kirby Super Rainbow (タッチ！カービィ スーパーレインボー, Tatchi! Kābī Sūpāreinbō) e em regiões PAL como Kirby and the Rainbow Paintbrush, é um jogo de plataforma de 2015 da série Kirby, desenvolvido pela HAL Laboratory para a Wii U.

## Jogabilidade
Esse jogo exerce sobre o estilo de jogo do Canvas Curse, apresentando o jogo com um olhar único de massa de modelar. Os jogadores usam o Wii U GamePad para ajudar Kirby, que está preso em uma forma de bola, movendo em todo o nível e desenhando linhas coloridas de arco-íris sobre o touchscreen para guiá-lo. Fazendo Kirby passar por laços irá acelerá-lo, ao tocar-lhe vai colocá-lo em um ataque de giro para atacar os inimigos. Para cada 100 estrelas, o jogador pode executar um traço da estrela que aumenta seu tamanho, o que lhe permite cobrar através de blocos normalmente indestrutíveis. Da mesma forma que Kirby's Epic Yarn, Kirby pode ganhar várias formas ao longo do jogo, como um submarino, um foguete e um tanque. Estas formas o ajudam a progredir através do jogo e fornecer alguns elementos que altera a jogabilidade. Até três jogadores adicionais usando Wii Remotes pode jogar como Waddle Dees, que pode ajudar o Kirby levando-o ao redor, atacar os inimigos e também pode realizar ataques praticados.

## História
Um dia, em Dream Land, Kirby e Bandana Waddle Dee estão brincando juntos, quando um misterioso buraco se abre no céu, drenando toda a cor de Dream Land e parar tudo e todos em seus caminhos. Elline, uma fada-pincel da terra de Seventopia, atravessa o portal, a fim de escapar de uma força do mal e usa seus poderes para trazer a cor de volta para Kirby e Waddle Dee. Ela revela que sua velha amiga, Claycia, de repente tornou-se mal e tem usado as cores do planeta Pop Star, a fim de criar sete mundos. Querendo parar Claycia e restaurar a cor de Pop Star, Kirby, Waddle Dee, e Elline partiram para Seventopia. Durante o chefe final do último mundo, é revelado que Claycia tinha sido possuído por uma força do mal conhecido como o Dark Crafter, que tem o desejo de drenar toda a cor em um lugar específico. Depois de Kirby perseguir o Dark Crafter e conseguir derrotá-lo, ele, Waddle Dee, Claycia e Elline voltaram para Dream Land e trouxeram de volta toda a cor no planeta Pop Star.

## Fases
- Green Valley: A primeira fase do jogo, com flores e grama. O chefe dessa fase é Whispy Woods.
- Yellow Dunes: Um deserto com muita areia, e o chefe é Hooplagoon.
- Indigo Ocean: Uma praia com coqueiros e um navio assombrado. Seu chefe é Claykken.
- Blue Sky Palace: Uma fase que fica nos céus. Seu chefe é Whispy Woods, a segunda batalha.
- Orange Woodland: Uma floresta com árvores, troncos e cogumelos. O chefe dessa fase é Hooplagoon, a segunda batalha.
- Red Volcano: Uma fase com muita lava e pedras, e pode ser considerada uma das difíceis. Seu chefe é Claykken, a segunda batalha.
- Purple Fortress: A fase final do jogo com um depósito de lixo e uma parte da galáxia, e seus chefes são Claycia e Dark Crafter.